# Fosforină
Fosforina (fosfabenzen, IUPAC: fosfinină) este un compus organic heterociclic cu formula chimică C
5H
5P, fiind analogul cu fosfor al piridinei. Este un lichid incolor, uleios, sensibil la acțiunea aerului.

## Obținere
Prima fosforină care a fost izolată este 2,4,5-trifenilfosforina. Aceasta a fost sintetizată de către Gottfried Märkl în anul 1966 în urma reacției de condensare a sării de piriliu corespunzătoare și a fosfinei sau un echivalent, precum P(CH2OH)3 și P(SiMe3)3.
Fosforina părinte, nesubstituită, a fost obținută pentru prima dată de către Arthur J. Ashe III în 1971. Au fost dezvoltate reacții de deschidere a ciclului plecând de la fosfoli.

## Proprietăți
Fosforina suferă reacții de substituție electrofilă precum majoritatea compușilor aromatici: bromurare, acilare, etc.